# Saxe (land)
 (août 2016).
Pour les articles homonymes, voir Saxe.
La Saxe (en allemand : Sachsen [ˈzaksn̩]), en forme longue « État libre de Saxe » (en allemand : Freistaat Sachsen [ˈfʁaɪ̯ʃtaːt ˈzaksn̩] ; en bas sorabe : Zwězkowy kraj Sakska ; en haut sorabe : Swobodny stat Sakska), est un land de la République fédérale d'Allemagne.
État fédéré situé dans l'est du pays, frontalier de la Tchéquie, de la Pologne, de la Bavière, de la Thuringe, de la Saxe-Anhalt et du Brandebourg, l'État libre de Saxe est le sixième en nombre d'habitants et le dixième en superficie des lands allemands. Sa population et sa superficie la placent au milieu du classement des lands allemands. Sa capitale est Dresde et son ministre-président Michael Kretschmer.
Créé en 1920 comme État libre de Saxe, le land fut reconstitué par les autorités soviétiques d'occupation en tant que « land de Saxe » en 1945, le land est dissous par le régime est-allemand lors de la réforme territoriale de 1952. La loi est-allemande du 22 juillet 1990 pour restaurer les lands a reconstitué la Saxe comme État libre avec effet au 3 octobre 1990, le moment de la réunification. Depuis, elle est un fief politique de l'Union chrétienne-démocrate d'Allemagne.
L'Elbe est le cours d’eau le plus important de la Saxe. C'est dans l'est de la Saxe que la plus grande partie de l'ethnie des Sorabes habite.

## Géographie

### Situation
La Saxe se trouve dans l'est de l'Allemagne centrale. Elle borde la Bavière sur 41 km, la Thuringe sur 274 km, la Saxe-Anhalt sur 206 km, le Brandebourg sur 242 km, la Pologne sur 123 km et la Tchéquie sur 454 km.
La Saxe est divisée en trois régions naturelles, les landes de Saxe et de Basse-Lusace au nord, la campagne lœssique de Saxe au centre et les montagnes et hauts-plateaux des monts Métallifères au sud dont le point culminant saxon est le Fichtelberg à 1 214 m. Ces trois régions naturelles sont elles-mêmes divisées en géochores selon la hiérarchie de la science des paysages soviétiques.
Le fleuve principal de la Saxe est l'Elbe. Les affluents de l'Elbe qui prennent leurs sources en Saxe sont la Mulde, la Zschopau, l'Elster blanche et la Spree.
La Saxe se trouve dans une zone climatique tempérée.

## Histoire

### Histoire des duchés et royaume de Saxe

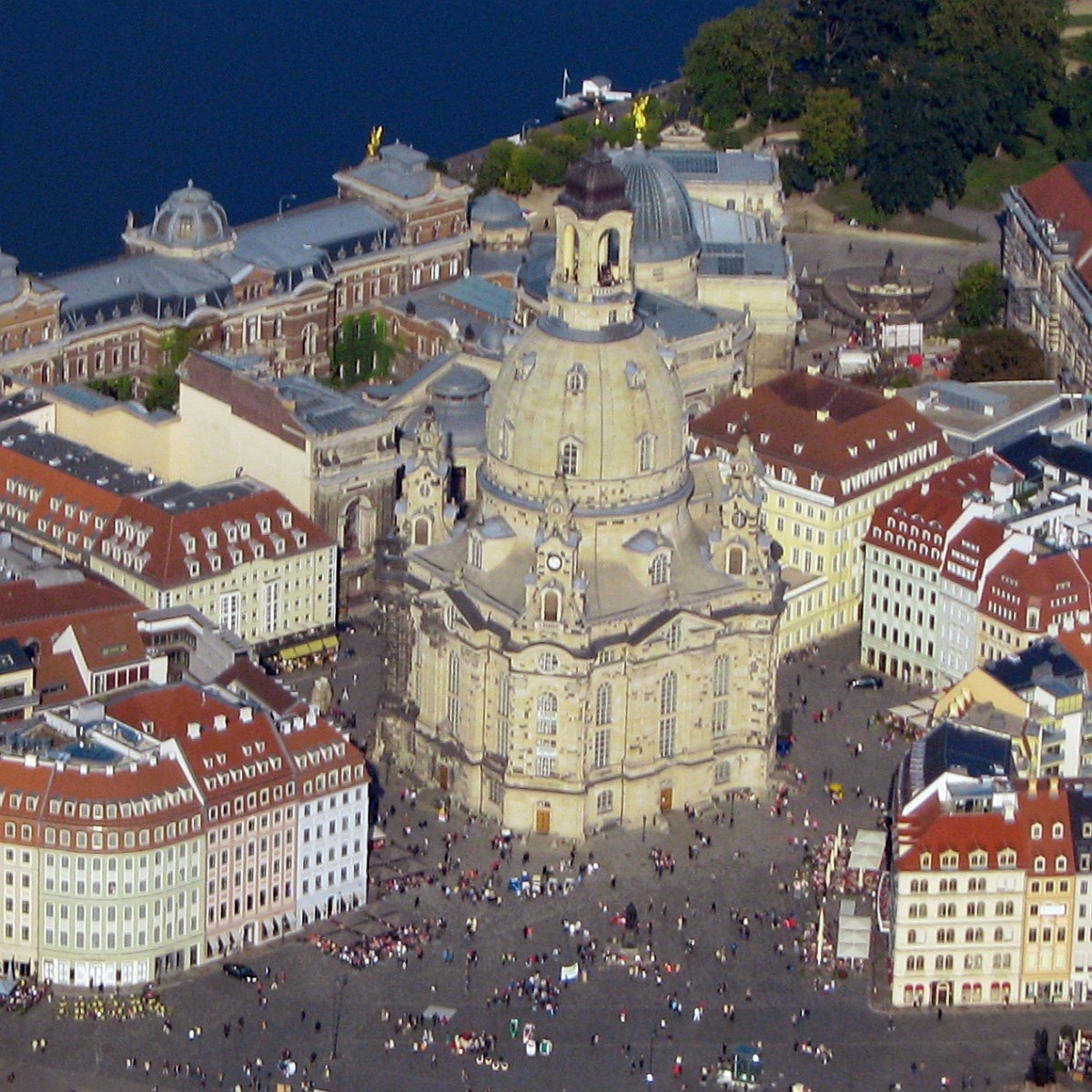
La Frauenkirche de Dresde.

La Saxe primitive n'a pas de liens directs avec l'État libre de Saxe d'aujourd'hui. Ce dernier est l'héritier du Royaume de Saxe (créé en 1806), anciennement Duché et Électorat de Saxe, dirigé par les Ducs-Électeurs de Saxe.
La Saxe primitive correspond à la région septentrionale de l'Allemagne, l'actuelle Basse-Saxe, à ne pas confondre avec la Saxe occidentale.

#### La Saxe primitive
- Vers 200 - 400 : Les Saxons, qui vivaient jusque-là au nord de l'Elbe dans le Holstein, s'installent dans la partie sud (de nos jours la Basse-Saxe), Westphalie et Ostphalie.
- Ve siècle : Des Saxons envahissent l'Angleterre et y fondent plusieurs royaumes (Saxons de l'Ouest, Saxons de l'Est, Saxons du Sud…).
- Au début du VIe siècle : Les Saxons atteignent le Rhin.
- 531 : Saxons et Francs détruisent le royaume de Thuringe. Les Saxons s'installent dans la région.
- 718 : Le Franc Charles Martel, allié au roi de Neustrie, mène une guerre contre la Saxe.
- 743 : Le Franc Carloman entame une nouvelle campagne contre la Saxe, alliée d'Odilon de Bavière.
- 772 : Le roi franc Charlemagne engage une guerre contre le duché de Saxe qui dure 32 ans.
- 800 : Charlemagne est sacré empereur d'Occident à Rome par le pape Léon III.
- 804 : La dernière résistance des Saxons est éliminée par les Francs. La Saxe est alors intégrée à l'empire de Charlemagne.

#### Formation de la Saxe jusqu'à l'Empire allemand
La mort de Louis le Pieux, en 840, puis le partage de Verdun en 843, sonnent la fin de l'unité de l'empire édifié par Charlemagne. Son petit-fils, Louis le Germanique reçoit la partie orientale de l'empire, la Francie orientale, qu'il divisa en quatre duchés, de Souabe, de Franconie, de Bavière et de Saxe. Louis le Germanique plaça à la tête du duché de Saxe des membres de la famille des Vitikind et des Billung. Géographiquement, ces premiers duchés correspondaient à ce qui forme aujourd'hui la Basse-Saxe et la Westphalie.
La Francie orientale s’étend ensuite vers l’est pour former le Saint-Empire en 962 avec Othon Ier. 
Petit à petit, le duché de Saxe s’agrandit, assujettissant toutes les contrées comprises depuis le cercle de Haute-Saxe. Le duc Henri X de Saxe possède aussi la Bavière. Cependant, la politique impériale tient les duchés séparés. 
En 1154, l'empereur Frédéric Ier Barberousse réunit les deux duchés dans les mains d’Henri le Lion. Après le conflit en 1177 entre les deux hommes, l’immense duché de Saxe fut partagé en de nombreux fiefs. Un nouveau duché de Saxe fut constitué, différant entièrement du premier.
Le second duché de Saxe est formé en 1180 et donné à Bernard d’Ascanie. Il ne comprend plus que les territoires de Wittemberg-sur-Elbe et Lauenbourg-sur-Elbe et a peu d’importance. Il s'affaiblit encore quand, en 1260, la maison ascanienne investie de ce duché se scinde en deux lignes : celles de Saxe-Lauenbourg et de Saxe-Wittemberg. 
Les ducs haut-saxons à Wittemberg et les ducs bas-saxons à Lauenbourg se disputaient le titre de prince-électeur saxon. Parfois l'un réussissait, parfois l'autre, à élire l'empereur du Saint-Empire. En 1356, l'empereur Charles IV du Saint-Empire mit fin à la dispute et transféra l'électorat saxon aux ducs haut-saxons à Wittemberg. Cette lignée s’éteint avec la mort d'Albert III de Saxe-Wittemberg en 1422. 
Après la réversion du fief de Saxe-Wittemberg en 1422 l'empereur inféoda la maison de Wettin à ce duché haut-saxon, ignorant les droits successoraux bas-saxons de Lauenbourg, dont la lignée ascanienne ne s'éteignit qu'en 1689 avec la mort du duc Jules-François de Saxe-Lauenbourg. Ensuite la Saxe-Lauenbourg fut gouvernée en unions personnelles avec l'électorat de Hanovre, puis la couronne danoise et enfin la couronne prussienne. 
Frédéric Ier de Saxe dit le Belliqueux, premier duc haut-saxon de cette nouvelle maison fut l’un des plus puissants princes allemands. Le duché s’accrut alors de la Misnie, de la Thuringe et du comté palatin de Saxe. Cependant, ses petits-fils s’affaiblirent en partageant leurs États en 1485 :
- au fils aîné, Ernest de Saxe, l'électorat de Saxe, avec pour capitale Wittemberg : branche ernestine ;
- au fils cadet, Albert de Saxe, le duché de Saxe, avec pour capitale Dresde : branche albertine.

Ces deux branches évoluent très différemment : la branche Albertine maintient l'intégrité de la Saxe et préserva son pouvoir sur la région, tandis que les Ernestins — suivant la coutume germanique — divisent à plusieurs reprises leurs territoires en créant un ensemble de petits duchés et comtés en Thuringe. Une de ses maisons, la Maison de Saxe-Cobourg-Gotha, accède au trône de Belgique en 1831, du Portugal en 1836, et de Bulgarie en 1887, sans parler de nombreux mariages qui installent sur des trônes les femmes de cette famille (notamment en Allemagne, Russie, Espagne, Suède et Mexique). Plus original et plus décisif pour l'avenir de la Maison de Wettin, en 1840, le mariage de la reine Victoria, certes de la Maison de Hanovre mais Saxe-Cobourg par sa mère, avec son cousin Albert de Saxe-Cobourg et Gotha fait passer le trône britannique dans la maison de Wettin en 1901. La maison de Windsor qui occupe actuellement le trône britannique est en réalité la maison de Wettin portant un nom anglicisé par le roi George V en 1917, au beau milieu de la Grande guerre et alors que le Royaume-Uni était largement germanophobe.
Si en 1521, l'électeur de Saxe accorde sa protection à Martin Luther et permet la propagation des thèses du réformateur dans toute l'Europe du Nord, en 1697, son successeur Frédéric-Auguste Ier de Saxe se convertit au catholicisme et est élu roi de Pologne sous le nom d'Auguste II. Il réunifie les deux couronnes, marie son héritier à la fille de l'empereur et deux de ses petites-filles épousent l'une le roi d'Espagne, l'autre le dauphin de France, fils de Louis XV, et sera la mère des trois derniers rois de France. 
Seules quelques petites parties de territoires restent hors du duché, formant ce que l’on appelle les « duchés saxons ». La couronne de Pologne ne se transmet pas automatiquement, car la monarchie polonaise est élective et non héréditaire. La couronne polonaise est proposée en 1791 à Frédéric Auguste III, qui la refuse. La Pologne est en effet l'objet de fortes pressions politiques et militaires de la part des monarchies russe, prussienne et autrichienne.

#### Le Royaume de Saxe
Dans les guerres de la Révolution française, il resta neutre autant que possible. Après la bataille d'Iéna, la Saxe intègre la confédération du Rhin et fournit à Napoléon Ier des troupes auxiliaires. L'empereur des Français souhaite renforcer la Saxe et la Bavière, le Wurtemberg et le Bade, afin de créer des États-tampons alliés, voisins de la Prusse et de l'Autriche: il élève les duc-électeurs de Saxe et de Bavière à la dignité royale. Frédéric-Auguste III devient alors Frédéric-Auguste Ier de Saxe, roi de Saxe. Fidèle à la cause de Napoléon, le Congrès de Vienne (1814/1815) le sanctionne par la perte d'un tiers de ses États, qui sont annexés à la Prusse. Cette partie du territoire constitue la « Saxe prussienne ».
En 1831, à la suite d'insurrections qui éclatent à Dresde et à Leipzig, le roi Antoine Ier de Saxe est obligé d'octroyer une constitution, qui subit des modifications en 1848, après de nouvelles révoltes. 
Alliée malheureuse de l'Autriche contre la Prusse, lors de la guerre austro-prussienne, la Saxe doit adhérer à la confédération de l'Allemagne du Nord le 21 octobre 1866, et est intégrée dans l'Empire allemand en 1871.
À la fin du XIXe siècle et du fait de la précoce industrialisation de la région, la Saxe est l'un des berceaux du mouvement ouvrier en Allemagne. Dès 1867, sont élus les premiers représentants socialistes et vers 1900 le Parti social-démocrate d’Allemagne (SPD) y obtient près de 59 % des voix aux élections du Reichstag. Le Parti crée dans la région de nombreuses associations syndicales qui encadrent le mouvement ouvrier.
À l'instar des autres monarchies allemandes, le royaume de Saxe disparait à la fin de la Grande Guerre dans la tourmente qui suit la défaite. Le roi Frédéric-Auguste III de Saxe abdique le 13 novembre 1918 et la république est proclamée.

### Histoire de l'État libre de Saxe (1918-1949)
Intégrée à la nouvelle République de Weimar, la Saxe devint en 1920 un Freistaat, un État libre, comme la plupart des autres États allemands.
Les années 1920 voient une large domination du SPD (sociaux-démocrates) et du Parti communiste d'Allemagne (KPD) sur la scène politique saxonne. Le NSDAP arrivé au pouvoir en 1933, décide la dissolution du Landrat (Parlement du Land), mettant en place la subordination au pouvoir central. Un an plus tard, l'État libre de Saxe cesse d'exister légalement.
À la fin de la Seconde Guerre mondiale, à Torgau sur l'Elbe, le 25 avril 1945, deux mois après le bombardement de Dresde, les troupes soviétiques et américaines font leurs jonction. La Saxe est alors occupée par les deux armées stationnant de part et d'autre du fleuve. Pendant ce temps fut formé, dans le Land, un gouvernement sous la direction du social-démocrate Rudolf Friedrichs (1892-1947). 
Dès l'automne 1945, la Saxe est totalement intégrée à la zone d’occupation soviétique, à l'exception d'une très petite partie de l'est de la Saxe, centrée sur Reichenau, à l'est de la Neisse de Lusace, annexée par la Pologne.

### La Saxe au sein de la RDA
En 1949, avec la création de la République démocratique allemande, la Saxe devient un Land de la RDA.
1952 voit la dissolution des Länder de RDA sous le prétexte d'une grande réforme administrative. La Saxe est divisée en trois districts : Dresde, Leipzig et Karl-Marx-Stadt.
Le mouvement de contestation du régime communiste, en 1989, qui provoquera sa fin et la réunification allemande, est parti du Land de Saxe, plus particulièrement des villes de Leipzig et de Dresde.

### Le nouvel État libre de Saxe
Le 3 octobre 1990, jour de la Réunification allemande, l'État libre de Saxe est reconstitué.
Le 13 février 2005, à l'occasion des commémorations du bombardement de Dresde par les armées alliées en 1945, entre 3 000 et 5 000 membres de l'extrême droite ont manifesté devant le parlement de Saxe. Soixante-dix personnes ont été interpellées à la suite d'affrontements. Au même moment, plus de 50 000 personnes ont manifesté contre le nazisme. Des milliers de chandelles ont été placées devant l'opéra Semper comme symbole de la paix.

## Subdivisions administratives

### Districts (Direktionsbezirke)
Depuis 2012, il n'y a qu'un district en Saxe: la Landesdirektion Sachsen. Son siège principal est à Chemnitz, des bureaux annexes se trouvent à Bautzen, Görlitz et Zwickau.
Entre 1990 et 2012, trois districts distincts, nommés Regierungsbezirke depuis 1990 et Direktionsbezirke depuis la réforme des arrondissements de Saxe de 2008, existaient en Saxe :
- district de Chemnitz
- district de Dresde
- district de Leipzig

### Arrondissements (Landkreise) et villes-arrondissements (kreisfreie Städte)
La Saxe est divisée en 10 arrondissements (nommés Landkreise en allemand) et 3 villes-arrondissements (nommées kreisfreie Städte en allemand) depuis la réforme des arrondissements de Saxe de 2008. 
Les 10 arrondissements (Landkreise) de Saxe:

Arrondissements de Saxe.

- Arrondissement de Bautzen (Budyšin) (BZ) ;
- Arrondissement des Monts-Métallifères (Erzgebirgskreis) (ERZ) ;
- Arrondissement de Görlitz (GR) ;
- Arrondissement de Leipzig (L) ;
- Arrondissement de Meissen (Meißen) (MEI) ;
- Arrondissement de Saxe centrale (Mittelsachsen) (FG) ;
- Arrondissement de Saxe du Nord (Nordsachsen) (TDO) ;
- Arrondissement de Suisse-Saxonne-Monts-Métallifères-de-l'Est (Sächsische Schweiz-Osterzgebirge) (PIR) ;
- Arrondissement du Vogtland (V) ;
- Arrondissement de Zwickau (Z).

Les 3 villes-arrondissements (kreisfreie Städte) de Saxe :
- Chemnitz (C) ;
- Dresde (DD) ;
- Leipzig (L).

### Réforme des arrondissements de 2008

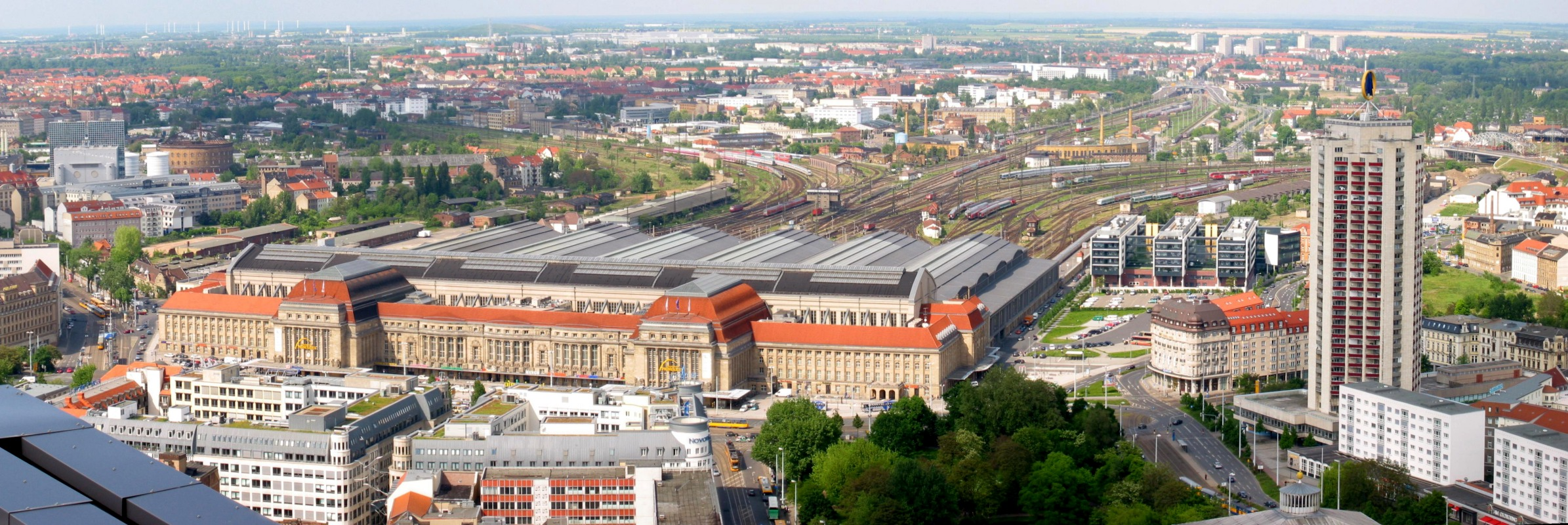
La gare de Leipzig en son état actuel (2008).

Le land de Saxe a connu une réforme de ses arrondissements en 2008, qui a consisté en un regroupement des 22 anciens arrondissements en 10 nouveaux.
| Nouvel arrondissement               | Ancien arrondissement                                                      | Habitants au 31 décembre 2006 | Habitants en 2020 | Superficie en km² |
| ----------------------------------- | -------------------------------------------------------------------------- | ----------------------------- | ----------------- | ----------------- |
| LK Bautzen                          | LK Bautzen, LK Kamenz, Hoyerswerda                                         | 338 056                       | 282 800           | 2 391             |
| Erzgebirgskreis                     | LK Stollberg, LK Annaberg, LK Aue-Schwarzenberg, Mittlerer Erzgebirgskreis | 387 918                       | 326 500           | 1 828             |
| LK Leipzig                          | LK Leipziger Land, Muldentalkreis                                          | 277 113                       | 233 500           | 1 646             |
| LK Meißen                           | LK Riesa-Großenhain, LK Meißen                                             | 261 695                       | 219 400           | 1 452             |
| LK Mittelsachsen                    | LK Freiberg, LK Mittweida, LK Döbeln                                       | 344 457                       | 297 500           | 2 111             |
| LK Görlitz                          | Niederschlesischer Oberlausitzkreis, LK Löbau-Zittau, Görlitz              | 292 843                       | 241 400           | 2 106             |
| LK Nordsachsen                      | LK Delitzsch, LK Torgau-Oschatz                                            | 216 904                       | 184 100           | 2 020             |
| LK Sächsische Schweiz-Osterzgebirge | Weißeritzkreis, LK Sächsische Schweiz                                      | 259 725                       | 217 200           | 1 654             |
| Vogtlandkreis                       | Vogtlandkreis, Plauen                                                      | 256 998                       | 224 100           | 1 412             |
| LK Zwickau                          | LK Chemnitzer Land, LK Zwickauer Land, Zwickau                             | 356 992                       | 299 000           | 949               |

| Ville                  | Arrondissement     | Habitants en 2000 | Habitants en 2007 | évolution en % |
| ---------------------- | ------------------ | ----------------- | ----------------- | -------------- |
| Leipzig                | kreisfrei          | 493 208           | 510 512           | +3,51          |
| Dresde                 | kreisfrei          | 477 807           | 507 513           | +6,22          |
| Chemnitz               | kreisfrei          | 259 246           | 244 951           | −5,84          |
| Zwickau                | kreisfrei          | 103 008           | 95 841            | −7,49          |
| Plauen                 | kreisfrei          | 71 543            | 67 613            | −5,81          |
| Görlitz                | kreisfrei          | 61 599            | 56 724            | −8,59          |
| Freiberg               | Freiberg           | 45 428            | 42 364            | −7,23          |
| Bautzen / Budyšin      | Bautzen            | 43 353            | 41 364            | −4,81          |
| Hoyerswerda / Wojerecy | kreisfrei          | 50 203            | 40 294            | −24,59         |
| Pirna                  | Sächsische Schweiz | 42 108            | 39 438            | −6,77          |
| Freital                | Weißeritzkreis     | 40 129            | 39 176            | −2,43          |
| Riesa                  | Riesa-Großenhain   | 39 367            | 35 508            | −10,87         |
| Radebeul               | Meißen             | 32 246            | 33 300            | +3,27          |
| Zittau¹                | Löbau-Zittau       | 27 454            | 29 361            | +6,95          |
| Meißen                 | Meißen             | 29 398            | 27 856            | −5,54          |
| Delitzsch²             | Delitzsch          | 26 331            | 27 181            | +3,23          |
| Limbach-Oberfrohna     | Chemnitzer Land    | 27 552            | 26 254            | −4,94          |
| Glauchau               | Chemnitzer Land    | 27 285            | 25 357            | −7,60          |
| Markkleeberg           | Leipziger Land     | 23 157            | 24 021            | +3,73          |
| Werdau                 | Zwickauer Land     | 26 077            | 23 565            | −10,66         |

### Politique régionale

#### Historique

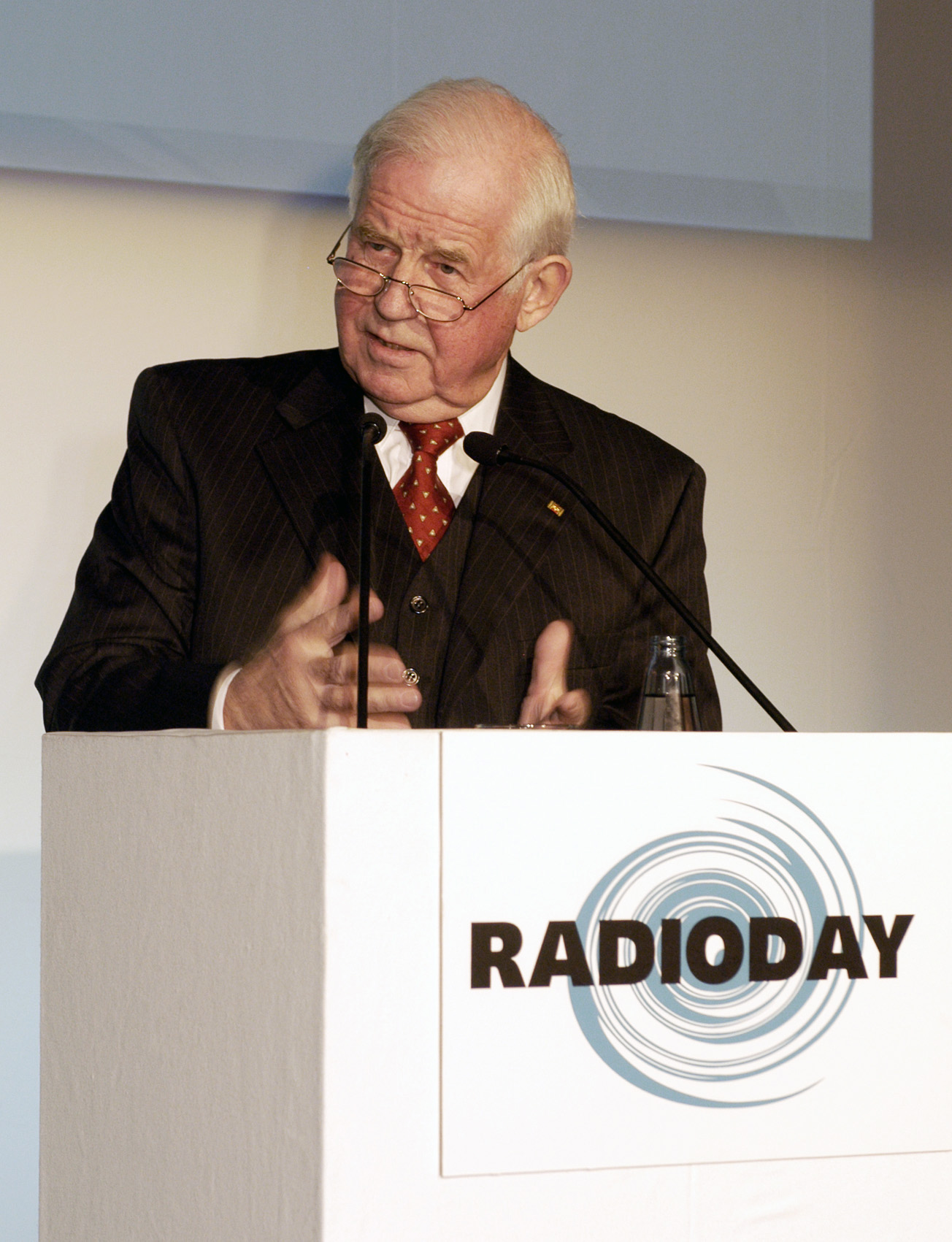
Le premier ministre-président du Land, Kurt Biedenkopf.

Depuis la réunification de 1990, la Saxe se présente comme un bastion de l'Union chrétienne-démocrate d'Allemagne (CDU). Lors des premières élections libres, le parti, emmené par Kurt Biedenkopf, ancien secrétaire général fédéral en Allemagne de l'Ouest, remporte 53 % des voix, contre 19 % pour le Parti social-démocrate d'Allemagne, conduit par Anke Fuchs, ancienne ministre fédérale de la Santé.
La CDU a conservé sa majorité absolue pendant quatorze ans. En 2002, l'ancien ministre régional des Finances, Georg Milbradt, remplace Biedenkopf comme ministre-président. Il subit un important revers aux élections de 2004, avec seulement 41 % des voix. Le scrutin voit l'émergence du Parti national-démocrate d'Allemagne (NPD), formation d'extrême droite qui remporte 9,2 %. Il est contraint de s'associer au SPD, qui n'a remporté que 9,8 % des suffrages, dans une « grande coalition ».
En 2008, à la suite d'un scandale financier, Milbradt cède le pouvoir à son ministre des Finances, Stanislaw Tillich, qui maintient la CDU stable aux élections de 2009. Le très bon score du Parti libéral-démocrate (FDP) lui permet de former une coalition noire-jaune, tandis que le NPD conserve ses représentants au Landtag.
La Saxe est le berceau du mouvement PEGIDA (2014), mouvement de droite populiste qui lutte contre la politique d'asile du gouvernement et dénonce l'islamisme radical. Le mouvement qui organise régulièrement des manifestations est particulièrement actif à Dresde et dans le Land.
Les élections de 2014 voient également la percée de l'Alternative pour l'Allemagne (AfD) et l'effondrement du FDP, qui disparaît du Parlement. Tillich, toujours solidement en tête, se retourne alors vers les sociaux-démocrates et reconstitue une grande coalition. Après que la CDU a été devancée par l'AfD dans le Land aux élections fédérales de 2017, Tillich démissionne au profit de Michael Kretschmer.
Sur les cinq plus grandes villes du Land, trois sont détenues par le SPD, une par la CDU, à savoir Dresde, et une par le FDP.

#### Institutions
Comme tous les Länder allemands, la Saxe dispose de son Parlement, le Landtag, de son gouvernement (Staatsregierung) et d'une cour d'appel régionale, qui siègent à Dresde. Le tribunal constitutionnel régional (Verfassungsgerichtshof) est cependant installé à Leipzig.

### Politique nationale
La Saxe dispose de quatre voix au Bundesrat.
En 1994, le ministre régional de la Justice, Steffen Heitmann, est présenté comme candidat de la CDU/CSU au poste de président fédéral, mais son profil controversé fait échouer sa candidature. Il faut attendre 2005 et la nomination de Wolfgang Tiefensee, alors maire de Leipzig, au poste de ministre fédéral des Transports, de la Construction et du Développement urbain pour voir le retour d'un Saxon au premier plan de la politique nationale. Toutefois, ce dernier perd son portefeuille à la suite d'un changement de coalition en 2009.

## Économie
Héritier du Royaume de Saxe et de l'État libre de Saxe, le Land de Saxe bénéficie d'un riche passé économique et industriel. La région possédait d'importantes ressources minières (dont notamment argent, charbon, lignite, potasse et uranium) et fut au XIXe siècle l'une des premières régions industrielles d'Allemagne dans des domaines aussi différents que le textile, la mécanique, les jouets, les instruments de musique (Markneukirchen), l'optique et l'horlogerie (Glashütte). Elle est l'un des berceaux de l'automobile avec Auto Union, créée en 1932 et établie en 1936 à Chemnitz, qui donna naissance à la marque Audi, ainsi que de DKW, entreprise d'automobiles et de motocyclettes fondée en 1917 à Zwickau. La Saxe est également présente dans l'industrie pharmaceutique avec notamment Sächsisches Serumwerk Dresden (SSW Dresden) fondée en 1911.   
Les montagnes du sud se consacrent à l'élevage ; les riches plaines du nord, aux cultures intensives (blé, betteraves, pommes de terre…). 
Région densément peuplée et urbanisée, elle est dotée très tôt d'un réseau dense de chemins de fer (certains datent de 1840).
Au temps de la RDA, grâce à son sous-sol riche (lignite, potasse, charbon) et à ses traditions industrielles, la Saxe est la plus forte région économique du pays. Elle poursuit sa tradition de fabrication automobile avec l'entreprise VEB Sachsenring Automobilwerk Zwickau (1958-1991) qui produit la célèbre Trabant et est présente dans l'informatique. Au lendemain de la réunification, le Land voit fermer la majorité des industries anciennes remplacées en partie seulement par des filiales d'entreprises ouest-allemandes.
Dans les années 2000-2010, la Saxe est l'ancien Land d'Allemagne de l'Est qui obtient les meilleurs résultats économiques avec un taux de chômage de 6,1 %, une croissance industrielle importante et des industries de pointe dans l'automobile, les montres de luxe (Nomos Glashütte) et l'informatique.

## Démographie
La population du Land diminue de manière générale dans les années 1990-2010, avec pour seules exceptions les villes de Leipzig et de Dresde qui voient leur population augmenter. Certaines villes sièges d'industries anciennes comme Hoyerswerda qui avait connu sous la RDA une expansion importante de son développement urbain liée à l'exploitation du lignite, voient leur population s'effondrer (-40 %).